# Najszczęśliwsze lata wojny
Najszczęśliwsze lata wojny (ang. 15 Amore) – australijski melodramat wojenny z 1998 roku w reżyserii Maurice'a Murphy'ego.
Premiera filmu miała miejsce 18 lipca 1999 roku.

## Opis fabuły
Akcja filmu rozgrywa się podczas II wojny światowej. Do Australii trafia grupa włoskich jeńców wojennych. Dwóch z nich, Alfredo (Steve Bastoni) i Joseph (Domenic Galati), zostaje internowanych na farmie Dorothy (Lisa Hensley) w Mount Macedon, by pomagać jej w prowadzeniu gospodarstwa. Niebawem Dorothy i Alfredo zakochują się w sobie.

## Obsada
Źródło: Filmweb
- Garth Russell jako kapral Sampson
- Joel Pieterse jako Denis
- Barry O'Connor jako pułkownik Kelly
- Bill Hunter jako Brendan (głos)
- Lisa Hensley jako Dorothy
- Steve Bastoni jako Alfredo
- Domenic Galati jako Joseph
- Tara Jakszewicz jako Rachel
- Gertraud Ingeborg jako pani Gutman
- Rhiana Griffith jako Mercia
- Nicholas Bryant jako Brendan
- Genevieve Clay jako Nancy Cakebread
- Michael Harrop jako porucznik Hood
- Peter Hayes jako William